# Reginald Courtenay Welch
Reginald Courtenay Welch, noto anche come Reginald de Courtenay Welch (Kensington, 17 ottobre 1851 – Farnham, 4 giugno 1939), è stato un calciatore inglese, di ruolo portiere o difensore, che prese parte alla prima partita calcistica internazionale riconosciuta ufficialmente.

## Carriera
È l'unico giocatore ad aver giocato sia nella prima finale di FA Cup sia nella prima partita internazionale riconosciuta ufficialmente. Nella sua prima finale giocò come portiere mentre a Glasgow contro la Scozia giocò come unico centrocampista nell'1-1-8 schierato dagli inglesi. Il 7 marzo del 1874 gioca il suo secondo ed ultimo incontro con la Nazionale inglese, giocando in porta nella sfida persa 2-1 contro la Scozia.
È stato un membro della FA nei periodi tra il 1873 e il 1875 e tra il 1879 e il 1890.
Welch rappresentò l'Harrow School nel cricket.

## Palmarès

### Club

#### Competizioni nazionali
- Coppa d'Inghilterra: 2

Wanderers: 1871-1872, 1872-1873